# Уніспорт-Авто
Футбольний клуб «Уніспорт-Авто» (Кишинів) або просто «Уніспорт-Авто» (рум. Unisport-Auto) — професіональний молдовський футбольний клуб з міста Кишинів, заснований у 1991 році, розформований 2005 року. Домашні матчі команда проводила на стадіоні «Динамо», який вміщує 2692 глядачі.

## Хронологія назв
- 1991 — Амоком
- 1994 — Спортул Студенцеск
- 1996 — Уніспорт
- 1999 — Ністру-Уніспорт
- 2000 — Уніспорт
- 2002 — Уніспорт-Авто

## Історія
Клуб був заснований у 1991 році під назвою «Амоком», команда брала участь в першому розіграші футбольного чемпіонату Молдови, посівши п'яте місце. На початку сезону 1994/95 років клуб був перейменований у «Спортул Студенцеск». У 1996 році відбулося злиття з командою «Універсул» (Трушень), нова команда отримала назву «Уніспорт» (Кишинів). Три роки по тому було зроблено ще одне об'єднання, на цей раз з «Ністру» (Атаки) і сформована команда «Ністру-Уніспорт». Уже в наступному році дві команди були розділені, а «Уніспорт» переведений в Дивізіон «A». У 2002 клуб змінив свою назву на «Уніспорт-Авто», в 2005 році команду розформували.

## Досягнення
- Дивізіон A
  -  Бронзовий призер (1): 2002/03

- Національний дивізіон
  - 5-е місце (2): 1992, 1992/93

- Кубок Молдови
  - 1/4 фіналу (1): 2003/04

## Статистика виступів
| Сезон                        | Дивізіон     | Місце | Іг | В  | Н | П  | ЗМ | ПМ | О  | Кубок  | Примітки                                      |
| ---------------------------- | ------------ | ----- | -- | -- | - | -- | -- | -- | -- | ------ | --------------------------------------------- |
| 1992                         | Національний | 5     | 22 | 9  | 7 | 6  | 32 | 25 | 25 | 1/8[2] |                                               |
| 1992/93                      | Національний | 5     | 30 | 15 | 6 | 9  | 45 | 26 | 36 | 1/2    |                                               |
| 1993/94                      | Національний | 9     | 30 | 9  | 8 | 13 | 30 | 40 | 26 | 1/2    |                                               |
| 1994/95                      | Національний | 11    | 26 | 7  | 2 | 17 | 23 | 46 | 23 | 1/8[3] |                                               |
| 1995/96                      | Національний | 10    | 30 | 10 | 4 | 16 | 50 | 53 | 34 | 1/8    |                                               |
| 1996/97                      | Національний | 9     | 30 | 12 | 5 | 13 | 40 | 44 | 41 | 1/8    |                                               |
| 1997/98                      | Національний | 7     | 26 | 11 | 5 | 10 | 23 | 32 | 38 | 1/8    |                                               |
| 1998/99                      | Національний | 10    | 18 | 3  | 4 | 11 | 12 | 29 | 13 | 1/8    | Перемога в стиковому матчі між дивізіонами    |
| Спроба об'єднання з «Ністру» |              |       |    |    |   |    |    |    |    |        |                                               |
| 2000/01                      | Дивізіон A   | 9     | 30 | 12 | 4 | 14 | 35 | 44 | 40 | 1/8    |                                               |
| 2001/02                      | Дивізіон A   | 8     | 30 | 12 | 7 | 11 | 48 | 47 | 43 | 1/8    |                                               |
| 2002/03                      | Дивізіон A   | 3     | 26 | 17 | 5 | 4  | 44 | 22 | 56 | 1/8    | Перемога в стиковому матчі між дивізіонами[4] |
| 2003/04                      | Національний | 7     | 28 | 6  | 5 | 17 | 29 | 52 | 23 | 1/4    | Перемога в стиковому матчі між дивізіонами    |
| 2004/05                      | Національний | 7     | 28 | 3  | 5 | 20 | 16 | 51 | 14 | 1/8    | Поразка в стиковому матчі між дивізіонами[5]  |

### Другої команди
| Сезон   |    | Міс. | Іг. | В | Н  | П  | ЗМ | ПМ | О  | Примітки |
| ------- | -- | ---- | --- | - | -- | -- | -- | -- | -- | -------- |
| 1997–98 | 2Д | 12   | 26  | 2 | 11 | 13 | 22 | 48 | 17 |          |
| 1998–99 | 3Д |      |     |   |    |    |    |    |    |          |
| 1999–00 | 2Д | 10   | 26  | 7 | 7  | 12 | 28 | 40 | 28 |          |

## Відомі гравці
- Александру Гацкан
- Александру Оніке
- Володимир Сафроненко

## Відомі тренери
- Павло Чебану[6]